# 阿溫德·克里希納
阿溫德·克里希納（英語：Arvind Krishna，1962年—）是一名印度裔美國企業主管，現任IBM董事長兼執行長。他於2020年4月起擔任IBM執行長，並於2021年1月擔任主席一職。克里希納於1990年在IBM的托馬斯·J·沃森研究中心開始其職業生涯，並於2015年晉升為高級副總裁，管理IBM雲計算與認知軟體和IBM研究院。他是收購紅帽公司的主要推動者，這是該公司歷史上最大的一次收購。

## 早年生活
克里希納出生於印度安得拉邦沿海地區西哥達瓦里縣的一個泰盧固家庭。他的父親維諾德·克里希納（Vinod Krishna）少將是一名在印度陸軍服役的軍官，母親阿拉蒂·克里希納（Aarathi Krishna）則為軍隊寡婦的福利工作。

## 教育
克里希納在泰米尔纳德邦古努爾的斯塔內斯盎格魯印度高級中學和德拉敦的聖約瑟夫學院完成學業，之後於1985年在坎普爾印度理工學院獲得電機工程學的科技學士學位。隨後他移居美國，於1991年在伊利諾大學厄巴納-香檳分校獲得電子工程博士學位。他是坎普爾印度理工學院和伊利諾大學厄巴納-香檳分校傑出校友獎的獲得者。

## 職業生涯
克里希納於1990年加入IBM的托馬斯·J·沃森研究中心，並在沃森研究中心工作了18年。2009年，他在IBM的資訊管理軟體和系統及技術集團擔任總經理職務。2015年，他被提升為IBM研究院的高級副總裁。後來，他成為IBM雲計算和認知軟體部門的高級副總裁。
克里希納領導IBM在人工智慧、雲計算、量子計算和區塊鏈技術方面新市場的建設和拓展。他是IBM以340億美元收購紅帽公司的推動者，該收購於2019年7月完成。
克里希納於2020年1月被任命為IBM的執行長，於2020年4月6日生效，接替自2012年起擔任執行長的羅睿蘭。他加入薩薩蒂亞·納德拉、山塔努·納拉延和桑德爾·皮查伊的行列，成為美國一家主要技術公司的印度裔美國人執行長。2021年，他被《CRN》評為該年度「最具影響力的高管」。
克里希納與人合著了幾十項專利，一直是IEEE和ACM雜誌的編輯，並在技術雜誌上發表了大量文章。

## 外部連結
- 阿溫德·克里希納的X（前Twitter）
- 阿溫德·克里希納 （页面存档备份，存于）在《富比士》的資料

| 商界職務      | 商界職務               | 商界職務 |
| ------------- | ---------------------- | -------- |
| 前任： 羅睿蘭 | IBM執行長 2020年－至今 | 現任     |
| 前任： 羅睿蘭 | IBM董事長 2020年－至今 | 現任     |